# Jonathan López Pérez
Jonathan López Pérez (nascut el 16 d'abril de 1981), conegut simplement com a Jonathan, és un futbolista professional asturià que juga com a porter pel Veria FC de la lliga grega.